# Битва під Вільном (1655)
Битва під Вільном — епізод Московсько-польської війни 1654—1667 років. Московське військо за підтримки козаків Золотаренка змусило до втечі військо супротивника, яке боронило підходи до столиці Великого князівства Литовського Вільна, та з ходу взяло місто. Невеликий гарнізон, що зачинився у міському замку, капітулював 31 липня 1655 року.
Московське військо жахливо спустошило місто, яке було практично зруйноване, а майже все його населення внаслідок штурму, пожеж, розграбування московськими вояками і подальших пошестей загинуло.

## Передісторія
У другій половині травня 1655 року московське військо під командуванням царя Олексія Михайловича виступило зі Смоленська. З'єднавшись із черкасами або козаками наказного гетьмана Івана Золотаренка, 3 липня об'єднане військо захопило Мінськ і висунулося на столицю Великого князівства Литовського Вільно, де керував обороною польний гетьман литовський Януш Радзивілл.
Наприкінці липня 1655 року московське командування ухвалило рішення дати генеральну битву військам Радзивілла, зосередженим під Вільном.

## Битва
Вранці 28 липня московські війська виступили зі Стодолактни в напрямку Вільна, маючи намір цього ж дня атакувати Радзивілла. Проте складнощі з переправами у болотистій місцевості затримали наступ, і на позиції Радзивілла московити вийшли тільки наступного дня.
Наблизившись до позицій супротивника, московські війська атакували вояків гетьмана. Радзивілл не прийняв бою і спробував відійти в місто. При самій межі міста московитам удалося нав'язати Радзивіллу бій. Розгорілася битва, в якій польсько-литовські війська було розбито. Вибитий із міста гетьман переправився мостом через Вілію, де за допомогою своєї піхоти спробував прикрити свій відхід. Бій на мосту тривав до вечора 29 липня, гетьманську піхоту вдалося відкинути, але міст підпалили, і гетьману вдалося відступити.
У віленському замку замкнувся гарнізон під орудою Казимира Жеромського, який здався 31 липня 1655 року. Радзивілл, у якого залишилося не більш ніж 5000 вояків, переслідуваний московитами, відступив у Кейдани.

## Наслідки
4 серпня цар Олексій урочисто в'їхав у Вільно і прийняв титул «государя Полоцького і Мстиславського».
В історії Вільнюса це був перший випадок захоплення іноземними військами всього міста, включно з замковим комплексом. Унаслідок пожеж, грабежів та різанини містян (а також довколишнього населення, яке знайшло прихисток у місті), що вкоїли, розперезавшись, загарбники, місту було завдано значної шкоди; за підрахунками, загинуло понад 20 тис.. Різанина місцевого населення тривала 3 дні, а місто горіло 17 днів. Було знищено багато цінних будівель, які так ніколи і не відбудували. Вільно ще довго відновлювало колишню велич (за підрахунками істориків, близько 1650 року місто налічувало 45 тис. жителів, а через 50 років — лише 4 тис. і тільки близько 1850 року населення Вільна перевищило 45 тис.).
Новогрудський підчаший і мемуарист Ян Цедровський (1617—1688) так писав про добу московської окупації:
|  | Страшний голод настав так, що тривав аж до жнив 1657 р., тим-то всіх котів, собак, падаль люди їли, а на додачу різали людей і їли людські тіла та не давали мертвим людським трупам лежати в могилі |

Місто відвоювало польське військо під командуванням Михайла Казимира Паца лише в серпні 1660 р.